# 28 Cygni
28 Cygni (b² Cygni) é uma estrela na direção da Cygnus. Possui uma ascensão reta de 20h 09m 25.62s e uma declinação de +36° 50′ 22.5″. Sua magnitude aparente é igual a 4.93. Considerando sua distância de 860 anos-luz em relação à Terra, sua magnitude absoluta é igual a −2.18. Pertence à classe espectral B2.5V. Possui  planetas confirmados. É uma estrela Be.